# Szadkowice (powiat opoczyński)
Szadkowice (daw. Szatkowice) – wieś w Polsce położona w województwie łódzkim, w powiecie opoczyńskim, w gminie Sławno.
We wsi jest ponad 50 gospodarstw. Znajdują tam się również: stacja PKP, gimnazjum, remiza strażacka, 3 sklepy spożywczo-przemysłowe oraz agencja reklamy. Pierwsze wzmianki o wsi pochodzą z połowy XIV w.
Do 1954 roku siedziba gminy Kuniczki. W latach 1975–1998 miejscowość należała administracyjnie do województwa piotrkowskiego.
Wierni Kościoła rzymskokatolickiego należą do parafii św. Wawrzyńca w Kunicach.